# 창왕
창왕(昌王, 1380년 9월 6일(음력 8월 7일) ~ 1389년 12월 31일(음력 12월 14일)은 고려의 제33대 국왕(재위: 1388년 음력 6월 9일 ~ 1389년 음력 11월 15일)이다.

## 개요
휘는 창(昌)이며, 거기에 임금을 뜻하는 왕(王)을 붙여 부르는 명칭으로, 정식 시호는 없다. 이는 폐가입진(廢假立眞)과 연관이 있다. 후에 고려의 유신들이 윤왕(允王)이라 불렀으나 이는 비공식 시호인 사시(私諡)에 해당된다. 그밖에 후폐왕(後廢王)이라 부르기도 한다.

## 즉위와 폐위 배경
1388년 이성계(李成桂)가 우왕을 폐위시키고 9세의 나이인 창왕을 즉위시켰으며, 1389년 재위 1년 만에 이성계 일파에 의해 폐위되었다. 1389년 11월 아버지 우왕과 모의해 이성계를 암살하려 했다는 사건이 발각되어 강화도로 유배되었고, 그곳에서 집행관 유순(柳珣)에게 시해되었다.

## 생애

### 출생과 유년기
창왕의 이름은 창(昌)으로, 우왕의 외아들이며 어머니는 시중 고성(固城)로 개경유수를 지낸 이림(李琳)의 딸 근비(謹妃)이다. 위화도 회군(威化島 回軍) 사건 직후 이성계(李成桂), 정몽주, 정도전 등에 의하여 부왕인 우왕이 강제 폐위되고 강화로 추방되자 조민수(曺敏修)와 이성계, 이색(李穡)의 추천으로 정비(定妃: 공민왕비)의 교(敎)를 받아 즉위하였는데, 그때 나이 9세였다.

### 즉위
그러나 어린 나이임에도 그는 이성계의 섭정 체제에도 불구하고 독자적인 판단을 하여 정사를 수행하려 하였다. 1388년 도평의사사(都評議使司)·사헌부·판도사(版圖司)로 하여금 권문세족들이 장악하여 유명무실화된 토지제도를 바로잡는 방법을 의논하여 보고하게 하고, 공부(貢賦)의 법이 문란하여져 백성들에게 피해를 주므로 모든 공물을 면하게 하고, 공물 징수를 다시 조정할 것을 명하였다. 이때 각 도의 원수(元帥)·도순문사(都巡問使)·안렴사(按廉使) 등이 군민(軍民)들로부터 사적인 목적으로 선물이나 공물을 취하는 것을 금지시켜 이를 위반하는 자는 죄주게 하고, 회뢰(賄賂)가 성행하는 것을 엄히 금지하게 하며, 형벌을 신중히 처리하게 하였다.
그러나 신진사대부는 계속 자신들의 개혁 정책을 왕에게 상주하여 허락할 때까지 엎드려 있으면서 물러서지 않았다. 그해 수창궁(壽昌宮)의 '창'(昌)자를 피휘하여 이를 고치게 하여 수령궁(壽寧宮)이라 고치고 그곳으로 거처를 옮겼다. 그해 대사헌 조준(趙浚)이 전제(田制)가 고르지 못한 데에서 오는 여러 가지 폐단을 들어 상서(上書)하였고, 간관 이행(李行), 판도판서(版圖判書) 황순상(黃順常), 전법판서(典法判書) 조인옥(趙仁沃) 등도 사전(私田)의 폐단을 논하고, 농지를 농민에게 줄 것을 청하자 이를 수락하였다.

### 신진 사대부의 정권 장악
군부의 성장을 염려하여 무신정권의 상설기구인 정방(政房)을 폐지하고 상서사(尙瑞司)를 두었으며, 또 급전도감(給田都監)을 설치하였다. 좌간의대부(左諫議大夫)이행 등이 첨설직(添設職)을 군공(軍功)이외에는 그 임명을 금지할 것을 청하자 수용하였고, 전선법(銓選法)을 복구하여 문무(文武)의 전주(銓注)는 이부와 병부에서 시행하도록 하였다. 또, 우상시(右常侍) 허응(許應)이 균전(均田)의 강행을 상소하였다. 대사헌 조준이 상서하여 기인(其人)의 제도가 그들을 노예와 같이 사역하여 그 고통이 심하여 도망하는 자까지 있게 됨을 들어 그 시정을 청하자 이를 수용하였다. 신진사대부들의 개혁 정책을 수용하면서도 이들을 내심 경계하던 그는 근신들을 비밀리에 파견하여 부왕 우왕의 복위운동을 추진한다.
전왕인 우왕을 강화도에서 여흥군(驪興郡, 현재의 여주시)으로 옮겼으며, 최영(崔瑩)을 충주로 귀양보냈다가 이성계 일파가 최영의 사형을 강력하게 주장하므로 승인하였다. 그러나 우왕을 이배하는 과정에서 그가 부왕인 우왕과 자주 내통하는 것과, 부왕 우왕을 다시 복위시키려는 계획에 가담한 것이 신진사대부들에 의해 탄로나게 된다.
전법판서 조인옥이 상소하여 사원(寺院)의 토지수입과 노비의 고용은 그 소재하는 관(官)에서 수납하여 승도(僧徒)의 수를 헤아려 지급하고, 인가(人家)에 유숙하는 중은 범간(犯奸)으로 논하며, 귀천(貴賤)의 부녀는 절에 가는 것을 금하여 위반하는 자는 실절(失節)로써 논하고, 부녀로서 중이 되는 자는 실행(失行)으로써 논하며, 향리(鄕吏)·역리(驛吏)·노비로서 중이 되는 것을 금지할 것을 청하였다. 이러한 일련의 신진사대부들의 주장을 그는 수용하게 되었고 조정은 신진사대부가 장악하게 되었다.
1389년초 그해 사관(史官) 최견 등이 상소하여 기록 보존을 위해 '사관 8명을 두되, 각각 사초(史草) 2부를 작성하여 관직을 옮길 때 1부는 춘추관에 제출하고 1부는 집에 보관하여 후일에 증거로 삼게 하고, 겸직과 충수찬(充修撰) 이하는 견문록(見聞錄)에 의하여 각각 사초를 작성하여 춘추관에 보내며, 춘추관은 서울과 지방의 모든 관청에 통첩하여 그 베풀어 행한 바를 보고하게 할 것'을 청하자 이를 수용하였다. 이때부터 왕의 근처에는 사관이 항상 상주하게 되었으나, 이들은 후일 창왕과 우왕이 신씨로 몰리게 되었을 때는 아무런 도움을 주지 못한다.

### 외교와 국방
왜구가 남해안을 자주 노략한다는 상소가 올라오게 되자 그는 1389년 1월 경상도원수 박위(朴葳)에게 명하여, 병선 100척을 내주고 대마도(對馬島)를 정벌하게 하였다.
1389년 8월 유구국(琉球國) 중산왕(中山王) 밀도(密度)가 사신 옥지(玉之)를 고려에 보내자 직접 사신을 인견하고 그를 후히 접대하도록 하였으며, 양광도관찰사 성석린(成石璘)의 상소로 각 주·군(州郡)에 의창(義倉)을 설치하였다.
유구국의 사신을 후히 대접한 뒤 창왕 역시 같은해 전객령(典客令) 김윤후(金允厚) 등을 사신으로 유구국에 보내어 답례하게 하였다. 그해 대사헌 조준 등이 상소하여 사전의 폐단을 논하고 경기(京畿)의 땅은 사대부에게 지급하고 그밖의 땅은 모두 공상(供上)과 제사의 용도에 충당하여 그것으로써 녹봉과 군수의 비용을 충족하게 할 것을 청하자 이를 수용한다. 신진사대부들의 일방적인 개혁안을 수용하면서도, 한편으로 신진사대부들의 급격한 세력 확장을 경계하게 된다.
산기(散騎) 이상의 처로 내명부의 품계를 받은 여성의 재가를 금하고, 판사(判事, 정3품) 이하 6품까지의 처로서 남편이 죽은 자는 3년간 재가를 금하게 하자는 신진사대부의 과부 재가 금지 정책을 수용한다. 1389년 그가 부왕 우왕의 복위를 비밀리에 기도하려 했다는 것이 신진사대부에 의해 드러나면서 우왕은 여흥군에서 강릉부로 옮겨졌다.

### 폐위와 죽음
1389년 초 이성계, 정도전 등은 창왕 역시 가짜 왕이라고 주장하며 우왕은 공민왕의 아들이 아니라 신돈의 아들이고 따라서 우왕과 창왕이 왕씨(王氏)가 아니고 신씨(辛氏)라 하여 그를 폐위시켰다. 이에 정몽주 등도 1389년(창왕 2년) 11월 다시 문하찬성사(門下贊成事)가 되었으며 이때 이성계 일파가 새로운 왕을 세우려 하자 이성계 등과 함께 폐가립진을 주장하며 신종의 6대손 정원부원군의 차남 정창군 왕요를 공양왕으로 영립(迎立)하는데 동조한다.
1389년 12월 우왕은 강릉에서, 창왕은 강화에서 참수형이 집행, 형장의 이슬로 사라졌다.
이성계는 창왕을 내쫓은 후, 제20대 신종의 7대손인 공양왕을 왕위에 앉혔다. 이후 공양왕을 내쫓고 즉위하여 조선을 건국했다. 이로써 고려왕조는 고려 태조의 개국 이래 34대 474년만에 멸망하였다.

## 기타
이때 그의 폐위와 우왕, 창왕 신씨설을 동조한 인물 중에는 정몽주도 있었다. 정몽주는 1392년의 고려 멸망과 역성혁명에는 반대하였으나 이성계, 정도전, 조준 등이 우왕과 창왕을 신돈의 후손이라는 이유로 폐위하는 데 가담하였다. 이성계 일파의 주장은 고려사, 고려사절요에도 등재되어 신우, 신창으로 등재되었으나 근거없는 낭설로 확인된다. 이는 그가 주장한 일편단심이나 성리학적 충효 사상과도 모순된다.
이성계는 정몽주 등과 이른바 폐가입진(廢假入眞, 또는 廢假立眞), 즉 가짜를 폐하고 진짜를 세운다는 논리로 창왕을 폐위시키고, 제20대 왕인 신종의 7세손 정창군 요를 등극시킨다.
우왕 복위 사건은 주모자로 거론된 사람과 처리 과정 등을 볼 때 다소 의문이 남기는 하지만, 정몽주는 이성계와 뜻을 같이하여 공양왕을 세운 것은 물론이고, '폐가입진(廢假立眞)'을 내세우면서 우왕과 창왕을 왕씨가 아닌 신돈의 후손으로 모는 작업에도 동참하였다. 우왕과 창왕이 왕위에 오를 때 전혀 문제가 되지 않았지만, 이성계 일파가 정권을 장악하면서 정치적 필요에 의하여 그들을 신돈의 후손으로 내몰아 결국 죽였는데, 자신들이 이전에 인정하였던 왕들을 죽인 작업에 정몽주 역시 동의하였던 것이다. 정몽주 역시 우왕과 창왕이 신돈의 후손이라는 근거를 제시하지 못했다. 그렇지만 아니라는 반론을 제시하지도 않았다.

## 가족 관계
| 고려 제33대 국왕 | 창왕 昌王 | 출생                                      | 사망                                                |
| 고려 제33대 국왕 | 창왕 昌王 | 1380년 9월 6일 (음력 8월 7일) 고려 개경부 | 1389년 12월 31일 (음력 12월 14일) (9세) 고려 강화부 |

|    |                                   | 생몰년          | 부모                                          | 비고        |
| -- | --------------------------------- | --------------- | --------------------------------------------- | ----------- |
| 부 | 우왕 禑王                         | 1365년 - 1389년 | 공민왕 恭愍王 반야 般若                       | 제32대 국왕 |
| 모 | 근비 이씨 謹妃 李氏 왕대비 王大妃 | 생몰년 미상     | 이림 李琳 변한국대부인 홍씨 卞韓國大夫人 洪氏 |             |

## 창왕이 등장하는 작품
- 《개국》(KBS, 1983년, 배우 : 강태호)
- 《추동궁 마마》 (MBC, 1983년~1983년, 배우 :김재강
- 《용의 눈물》(KBS1, 1996년~1998년, 배우 : 윤동원)
- 《신돈》(MBC, 2005년~2006년, 배우 : 미상)
- 《대풍수》(SBS, 2012년~2013년, 배우 : 김도엽)
- 《정도전》(KBS1, 2014년, 배우 : 김준성)
- 《육룡이 나르샤》(SBS, 2015년~2016년, 배우 : 황재원)
- 《태종 이방원》(KBS1, 2021년~ 배우 : 기은유)

## 같이 보기
- 한국의 군주 목록
- 고려